# 樋口裕康
樋口 裕康（ひぐち　ひろやす、1939年 - ）は、日本の建築家。静岡県静岡市生まれ。

## 人物・略歴
1958年、静岡県立静岡高等学校卒業。1963年、早稲田大学理工学部建築学科卒業。1965年、早稲田大学大学院理工学研究科修士課程修了。1965年から1971年までU研究室。1971年に富田玲子や大竹康市らと象設計集団を設立。同年、返還前の沖縄子供の国マスタープラン策定、今帰仁中央公民館、名護市庁舎で芸術選奨文部大臣賞、都市計画学会賞、日本建築学会賞などを受賞。1986年より台湾北東部の宜蘭懸冬山河風景区開発計画に着手。1990年、事務所を十勝に移し、全国各地で学校、公共施設、福祉施設をはじめとする地域性に根差した建築を進める。